# My Little Pony: A Amizade É Mágica (2.ª temporada)
A segunda temporada de My Little Pony: A Amizade É Mágica, uma série animada desenvolvida por Lauren Faust, originalmente exibido no canal The Hub nos Estados Unidos. A série é baseada na linha de brinquedos e animações homônimos, criada pela Hasbro, e muitas vezes é convocada por colecionadores para ser a quarta geração, ou "G4", da franquia My Little Pony. Esta temporada estreou nos Estados Unidos, no dia 17 de setembro de 2011 e terminou no dia 21 de abril de 2012. Estreou no Brasil, no dia 1 de dezembro de 2012, com os episódios "Casamento em Canterlot" (Parte 1 e 2), e a temporada estreou defenitivamente no dia 3 de dezembro de 2012 e terminou com o episódio "Já Estava na Hora", no dia 29 de junho de 2013. Estreou em Portugal, no dia 18 de fevereiro de 2013 e terminou no dia 6 de março de 2013.

## Desenvolvimento

### Conceito
Hasbro selecionou animadora Lauren Faust como a diretora criativa e produtora executiva da série. Faust procurou desafiar a natureza "feminina" estabelecida da linha  de "My Little Pony" existente, criando personagens mais profundos e configurações aventureiras, incorporando as sugestões da Hasbro para comercialização da linha de brinquedos. A partir da segunda temporada, o conteúdo "E/I" ("educacional e informativo") foi retirado a favor da TV-Y, projetada para idades entre 2 e mais.

### Produção
Lauren Faust deixou a série após a conclusão da primeira temporada. Ela foi creditada na segunda temporada como Produtora Consultora. Seu envolvimento na segunda temporada, consistiu principalmente na concepção e nos roteiros da história, e o envolvimento cessou após a segunda temporada. Apesar de sair, ela ainda tem grandes esperanças para os membros da equipe, afirmando que "as lacunas que eu deixei estão sendo preenchidas pelos mesmos incríveis artistas, escritores e diretores que lhe trouxeram a primeira temporada. Estou certo de que a série será tão divertido como sempre".

## Elenco
| Personagem                | Elenco original                                    | Elenco brasileiro                                                                              |
| ------------------------- | -------------------------------------------------- | ---------------------------------------------------------------------------------------------- |
| Twilight Sparkle          | Tara Strong Rebecca Shoichet (Cantando)            | Bianca Alencar Bianca Tadini (Cantando, Love is in Bloom)                                      |
| Pinkie Pie                | Andrea Libman Shannon Chan-Kent (Cantando)         | Tatiane Keplmair Andressa Andreatto (Cantando)                                                 |
| Rarity                    | Tabitha St. Germain Kazumi Evans (Cantando)        | Priscila Franco Bianca Tadini (Cantando)                                                       |
| Fluttershy                | Andrea Libman                                      | Priscila Ferreira Luiza Porto (Achar um Bichinho)                                              |
| Applejack                 | Ashleigh Ball                                      | Samira Fernandes                                                                               |
| Rainbow Dash              | Ashleigh Ball                                      | Silvia Suzy Andressa Andreatto (Cantando)                                                      |
| Spike                     | Cathy Weseluck                                     | Francisco Freitas                                                                              |
| Princesa Celestia         | Nicole Oliver                                      | Denise Reis                                                                                    |
| Apple Bloom               | Michelle Creber                                    | Isabella Guarnieri                                                                             |
| Sweetie Belle             | Claire Corlett Michelle Creber (Cantando)          | Luciana Baroli Andressa Andreatto (Cantando)                                                   |
| Scootaloo                 | Madeleine Peters                                   | Leila de Castro                                                                                |
| Filthy Rich               | Brian Drummond                                     | Wendel Bezerra                                                                                 |
| Big McIntosh              | Peter New                                          | Tatá Guarnieri                                                                                 |
| Vovó Smith                | Tabitha St. Germain                                | Zayra Zordan Andressa Andreatto (jovem)                                                        |
| Prefeita Mare             | Cathy Weseluck                                     | Priscilla Concepcion                                                                           |
| Princesa Luna             | Tabitha St. Germain                                | Letícia Quinto                                                                                 |
| Discórdia                 | John de Lancie                                     | Marcelo Pissardini                                                                             |
| Zecora                    | Brenda Crichlow                                    | Andriana Pissardine                                                                            |
| Jet Set                   | Peter New                                          | Tatá Guarnieri                                                                                 |
| Upper Crust               | Ashleigh Ball                                      | Cecília Lemes                                                                                  |
| Ahuizotl                  | Brian Drummond                                     | Mauro Castro                                                                                   |
| Cheerilee                 | Nicole Oliver                                      | Ângela Couto                                                                                   |
| Flitter                   | Cathy Weseluck                                     | Flora Paulita                                                                                  |
| Cloudchaser               | Cathy Weseluck                                     | Mariane Ferreira                                                                               |
| Thunderlane               | Trevor Devall                                      | Robson Kumode                                                                                  |
| Donut Joe                 | Vincent Tong                                       | César Marchetti                                                                                |
| Asno Azedo Simplório      | Richard Newman                                     | Fábio Moura                                                                                    |
| Hondo Flanks              | Peter New                                          | Aumaury Gutemberg                                                                              |
| Cookie Crumbles           | Tabitha St. Germain                                | Tess Amorim                                                                                    |
| Diamond Tiara             | Chantal Strand                                     | Flora Paulita                                                                                  |
| Fancy Pants               | Trevor Devall                                      | Wellington Lima                                                                                |
| Hoity Toity               | Trevor Devall                                      | Ricardo Sawaya                                                                                 |
| Iron Will                 | Trevor Devall                                      | Zeca Rodrigues                                                                                 |
| Photo Finish              | Tabitha St. Germain                                | Fátima Noya                                                                                    |
| Sapphire Shores           | Rena Anakwe                                        | Rosely Gonçalves                                                                               |
| Garble                    | Vincent Tong                                       | Élcio Sodré                                                                                    |
| Silver Spoon              | Shannon Chan-Kent                                  | Agatha Palita                                                                                  |
| Snails                    | Richard Ian Cox                                    | Vagner Fagundes                                                                                |
| Snips                     | Lee Tockar                                         | Bruno Dias                                                                                     |
| Enfermeira Redheart       | Ashleigh Ball                                      | Angélica Santos                                                                                |
| Ousada Ativa (Daring Doo) | Chiara Zanni                                       | Luiza Porto                                                                                    |
| Gustave le Grand          | Mark Oliver                                        | Fábio Moura                                                                                    |
| Soarin                    | Matt Hill                                          | TBA                                                                                            |
| Sr. Carrot Cake           | Brian Drummond                                     | TBA                                                                                            |
| Sra. Cupcake              | Tabitha St. Germain                                | Angélica Santos                                                                                |
| Spitfire                  | Kelly Metzger                                      | Jussara Marques                                                                                |
| Twist                     | Alexandra Carter                                   | Sandra Mara Azevedo                                                                            |
| Cherry Jubilee            | Sylvia Zaradic                                     | Alessandra Merz                                                                                |
| Matilda                   | Brenda Crichlow                                    | TBA                                                                                            |
| Rainha Chrysalis          | Kathleen Barr Britt McKillip (Quando é disfarçada) | Cecília Lemes Raquel Marinho (Quando é disfarçada) Vânia Canto (Cantando, Quando é disfarçada) |
| Princesa Cadance          | Britt McKillip                                     | Raquel Marinho                                                                                 |
| Flam                      | Scott McNeil                                       | Wendel Bezerra                                                                                 |
| Flim                      | Samuel Vincent                                     | Saulo Vasconcelos                                                                              |
| Shining Armor             | Andrew Francis                                     | Wendel Bezerra                                                                                 |
| Babs Seed                 | Bryanna Drummond                                   | Grabriela Milani                                                                               |
| Múlia Mansa               | Jan Rabson                                         | Grabriela di França                                                                            |
| Pipsqueak                 | William Lawrenson                                  | Matheus Ferreira                                                                               |
| Fleetfoot                 | Andrea Libman                                      | Mariana Zink                                                                                   |
| Goldie Delicious          | Peter New                                          | TBA                                                                                            |
| Bulk Biceps               | Jayson Thiessen                                    | Fábio Moura                                                                                    |
| Derpy Hooves/Muffin       | Tabitha St. Germain                                | Andressa Andreatto                                                                             |
| Dr. Hooves/Time Turner    | Brian Drummond                                     | TBA                                                                                            |

## Transmissão

### Televisão
Na versão original, esta temporada estreou no dia 17 de setembro de 2011, no canal The Hub. Os três primeiros episódios da segunda temporada estrearam às 9:00, os seguintes quinze episódios às 10:00, e os remanescentes às 13:00, com a exceção do vigésimo sexto episódio, que estreou às 13:30, diretamente após o seu predecessor (UTC−5).
No Brasil, esta temporada estreou no sábado, no dia 1 de dezembro de 2012, às 19:00, no canal Discovery Kids, com os episódios Casamento em Canterlot – Partes 1 e 2, seguidos pelos episódios sendo lançados então na ordem normal. Os episódios até Noite da Lareira Calorosa estrearam como na primeira temporada, às 8:00 em dias úteis da semana. Após isso, os episódios começaram a estrear em sábados e domingos, às 14:30 (UTC−3).
Os episódios A Misteriosa Égua do Bem, O Segredo do Meu Excesso e Já Estava na Hora foram lançados fora de ordem. Por alguma razão, o episódio Dia de Valorização da Família nunca foi exibido na televisão, mas sua versão dublada foi disponibilizada no Netflix, no dia 30 de setembro de 2013. A temporada estreou em 22 de janeiro de 2019, às 9h, no canal TV Cultura.
Em Portugal, a segunda temporada estreou no dia 18 de fevereiro de 2013, no Canal Panda. Atualmente é exibido, no canal JimJam.

### Home media
Nos Estados Unidos, o DVD foi publicado pela Shout! Factory, lançado no dia 14 de maio de 2013, na versão Região 1 e no dia 28 de novembro de 2014, na versão Região 2.

## Episódios
Esta temporada contém 26 episódios, com duração de 22 minutos aproximadamente.
| # | #  | Título                                                                        | Dirigido por                    | Escrito por                                                    | Exibição original       | Exibição no Brasil    | Código | Audiência (em milhões) |
| --- | -- | ----------------------------------------------------------------------------- | ------------------------------- | -------------------------------------------------------------- | ----------------------- | --------------------- | ------ | ---------------------- |
| 27 | 1  | "Retorno à Harmonia" (Parte 1) "The Return of Harmony (Part 1)"               | Jayson Thiessen & James Wootton | M. A. Larson                                                   | 17 de setembro de 2011  | 3 de dezembro de 2012 | 201    | 0.48                   |
| A paz em Equestria é ameaçada quando Discórdia, o espírito do caos, escapa de sua prisão na pedra. Twilight e suas amigas têm que derrotá-lo usando os elementos de Harmonia. Isso se conseguirem encontrá-los. |    |                                                                               |                                 |                                                                |                         |                       |        |                        |
| 28 | 2  | "Retorno à Harmonia" (Parte 2) "The Return of Harmony (Part 2)"               | Jayson Thiessen & James Wootton | M. A. Larson                                                   | 24 de setembro de 2011  | 4 de dezembro de 2012 | 202    | 0.48                   |
| A maldade de Discórdia causa uma separação entre as seis amigas, o que torna os elementos de Harmonia inúteis. Twilight precisa refazer essa amizade para poder usar os elementos contra Discórdia. |    |                                                                               |                                 |                                                                |                         |                       |        |                        |
| 29 | 3  | "Lição Zero" "Lesson Zero"                                                    | James Wootton                   | Meghan McCarthy                                                | 15 de outubro de 2011   | 5 de dezembro de 2012 | 203    | N/A                    |
| A superorganizada Twilight entra em pânico quando não consegue escrever sua carta semanal para a princesa Celestia contendo uma lição sobre a amizade. |    |                                                                               |                                 |                                                                |                         |                       |        |                        |
| 30 | 4  | "Eclipse da Luna" "Luna Eclipsed"                                             | Jayson Thiessen                 | M. A. Larson                                                   | 22 de outubro de 2011   | 6 de dezembro de 2012 | 204    | N/A                    |
| É a noite do pesadelo e as comemorações macabras estão em pleno andamento, quando a Princesa Luna aparece em Ponyville, determinada a mudar sua fama de assustadora. Tema: Halloween Ausente: Rarity. |    |                                                                               |                                 |                                                                |                         |                       |        |                        |
| 31 | 5  | "Encontro das Irmãs de Casco" "Sisterhooves Social"                           | James Wootton                   | Cindy Morrow                                                   | 5 de novembro de 2011   | 7 de dezembro de 2012 | 205    | N/A                    |
| Sweetie Belle renega sua irmã Rarity quando esta se recusa a participar de uma disputa difícil entre duplas de irmãs. Ausentes: Twilight Sparkle, Rainbow Dash, Pinkie Pie, Fluttershy. Episódios Relacionados: O Clube das Irmãs de Casco (5ª temporada, episódio 17)                                                                                    |    |                                                                               |                                 |                                                                |                         |                       |        |                        |
| 32 | 6  | "Belas Pústulas" "The Cutie Pox"                                              | Jayson Thiessen                 | Amy Keating Rogers                                             | 12 de novembro de 2011  | 21 de janeiro de 2013 | 206    | N/A                    |
| Apple Bloom finalmente consegue sua bela marca! Mas a alegria se transforma em pânico quando várias outras belas marcas começam a surgir em seu corpo, a obrigando a por em prática vários talentos ao mesmo tempo. Ausente: Fluttershy. |    |                                                                               |                                 |                                                                |                         |                       |        |                        |
| 33 | 7  | "Que Ganhe o Melhor Animal de Estimação" "May the Best Pet Win!"              | James Wootton                   | Charlotte Fullerton                                            | 19 de novembro de 2011  | 22 de janeiro de 2013 | 207    | N/A                    |
| Rainbow Dash promove uma corrida aérea para determinar quem terá a honra de ser seu animal de estimação. |    |                                                                               |                                 |                                                                |                         |                       |        |                        |
| 34 | 8  | "A Misteriosa Égua do Bem" "The Mysterious Mare Do Well"                      | Jayson Thiessen                 | Merriwether Williams                                           | 26 de novembro de 2011  | 10 de abril de 2013   | 208    | N/A                    |
| Um vingador mascarado está roubando a posição de Rainbow Dash como heroína do trovão de Ponyville. |    |                                                                               |                                 |                                                                |                         |                       |        |                        |
| 35 | 9  | "A Simplicidade e a Elite" "Sweet and Elite"                                  | James Wootton                   | Meghan McCarthy                                                | 3 de dezembro de 2011   | 24 de janeiro de 2013 | 209    | N/A                    |
| Durante uma viagem bem sucedida a Canterlot, Rarity tem que escolher entre os contatos sociais importantes que ela fez na capital e suas amigas simplórias de Ponyville. |    |                                                                               |                                 |                                                                |                         |                       |        |                        |
| 36 | 10 | "O Segredo do Meu Excesso" "Secret of My Excess"                              | Jayson Thiessen                 | M. A. Larson                                                   | 10 de dezembro de 2011  | 12 de abril de 2013   | 210    | N/A                    |
| Os presentes de aniversário de Spike ativam seus instintos gananciosos de dragão e causam nele um surto de crescimento chocante que ameaça destruir toda Ponyville. |    |                                                                               |                                 |                                                                |                         |                       |        |                        |
| 37 | 11 | "Noite da Lareira Calorosa" "Hearth's Warming Eve"                            | James Wootton                   | Merriwether Williams                                           | 17 de dezembro de 2011  | 23 de janeiro de 2013 | 213    | N/A                    |
| As seis amigas montam uma peça teatral para mostrar como unicórnios, pégasos e pôneis terrestres puseram de lado suas diferenças e fundaram Equestria. Temas: Dia de Ação de Graças e Natal |    |                                                                               |                                 |                                                                |                         |                       |        |                        |
| 38 | 12 | "Dia de Valorização da Família" "Family Appreciation Day"                     | James Wootton                   | Cindy Morrow                                                   | 7 de janeiro de 2012    | Nunca foi exibido     | 211    | N/A                    |
| Quando a Apple Bloom descobre que sua turma terá um dia de valorização da família, ela faz tudo em seu poder para pensar em uma maneira de manter Vovó Smith longe de falar com seus colegas e causando constrangimento eterno para ela. Ausentes: Twilight Sparkle, Rainbow Dash, Pinkie Pie, Fluttershy, Rarity.                                        |    |                                                                               |                                 |                                                                |                         |                       |        |                        |
| 39 | 13 | "Os Bebês Cake" "Baby Cakes"                                                  | Jayson Thiessen                 | Charlotte Fullerton                                            | 14 de janeiro de 2012   | 18 de maio de 2013    | 212    | N/A                    |
| Pinkie Pie assume a tarefa de babá dos bebês gêmeos dos “cakes”, mas está incrivelmente despreparada para o desafio. Paródia: O Exorcista |    |                                                                               |                                 |                                                                |                         |                       |        |                        |
| 40 | 14 | "O Último Rodeio" "The Last Roundup"                                          | Jayson Thiessen                 | Amy Keating Rogers                                             | 21 de janeiro de 2012   | 19 de maio de 2013    | 214    | N/A                    |
| As amigas viajam por toda Equestria a procura de Applejack, que desapareceu misteriosamente após participar de um rodeio em Canterlot. |    |                                                                               |                                 |                                                                |                         |                       |        |                        |
| 41 | 15 | "O Espremedor de Suco Superveloz 6.000" "The Super Speedy Cider Squeezy 6000" | James Wootton                   | M. A. Larson                                                   | 28 de janeiro de 2012   | 25 de maio de 2013    | 215    | N/A                    |
| O futuro da fazenda Doce Maçã está em perigo quando a família Apple desafia os irmãos Flim e Flam numa competição de produção de cidra. O vencedor fica com a fazenda! |    |                                                                               |                                 |                                                                |                         |                       |        |                        |
| 42 | 16 | "Leia e Chore" "Read It and Weep"                                             | Jayson Thiessen                 | Cindy Morrow                                                   | 4 de fevereiro de 2012  | 26 de maio de 2013    | 216    | N/A                    |
| Após zombar de que ler é coisa para intelectual, Rainbow Dash descobre o prazer da leitura enquanto se recupera no hospital de Ponyville. Ela conseguirá terminar de ler o livro antes que suas amigas descubram o seu segredo? Paródia: Indiana Jones |    |                                                                               |                                 |                                                                |                         |                       |        |                        |
| 43 | 17 | "Dia do Coração" "Hearts and Hooves Day"                                      | James Wootton                   | Meghan McCarthy                                                | 11 de fevereiro de 2012 | 1 de junho de 2013    | 217    | 0.32                   |
| As candidatas a belas marcas decidem fazer uma poção do amor para que a senhorita Cheerilee e Big McIntosh se apaixonem, mas logo se arrependem quando percebem que o que fizeram foi um veneno do amor. Tema: Dia dos Namorados Ausentes: Applejack, Rainbow Dash, Pinkie Pie, Fluttershy, Rarity.                                                       |    |                                                                               |                                 |                                                                |                         |                       |        |                        |
| 44 | 18 | "Finalmente um Amigo" "A Friend in Deed"                                      | Jayson Thiessen                 | Amy Keating Rogers                                             | 18 de fevereiro de 2012 | 2 de junho de 2013    | 218    | N/A                    |
| Pinkie Pie fica perplexa e sem saber o que fazer ao conhecer o asno Azedo Simplório, a primeira criatura a recusar a amizade dela. |    |                                                                               |                                 |                                                                |                         |                       |        |                        |
| 45 | 19 | "Fazendo Pé Firme" "Putting Your Hoof Down"                                   | James Wootton                   | Charlotte Fullerton (história) Merriwether Williams (teleplay) | 3 de março de 2012      | 8 de junho de 2013    | 219    | N/A                    |
| Cansada de ser explorada e abusada pelos outros por seu jeito sensível, Fluttershy decide fazer um treinamento com o centauro Iron Will para aprender a se firmar e deixar de ser um capacho. No entanto, ela acaba se tornando grosseira e durona ao ponto que magoa os sentimentos de suas amigas. Ausentes: Twilight Sparkle, Applejack, Rainbow Dash. |    |                                                                               |                                 |                                                                |                         |                       |        |                        |
| 46 | 20 | "Já Estava na Hora" "It's About Time"                                         | Jayson Thiessen                 | M. A. Larson                                                   | 10 de março de 2012     | 29 de junho de 2013   | 220    | N/A                    |
| Twilight entra num frenesi ao tentar prevenir um futuro desastre após receber um aviso vago dela própria vinda do futuro. Paródia: O Exterminador do Futuro |    |                                                                               |                                 |                                                                |                         |                       |        |                        |
| 47 | 21 | "A Busca do Dragão" "Dragon Quest"                                            | James Wootton                   | Merriwether Williams                                           | 17 de março de 2012     | 15 de junho de 2013   | 221    | N/A                    |
| Spike parte numa viagem de autoconhecimento e se junta à grande migração de dragões. Mas será que uma gangue de dragões adolescentes rudes e desordeiros teriam as respostas às dúvidas de Spike sobre sua identidade? |    |                                                                               |                                 |                                                                |                         |                       |        |                        |
| 48 | 22 | "A Fluttershy Furacão" "Hurricane Fluttershy"                                 | Jayson Thiessen                 | Cindy Morrow                                                   | 24 de março de 2012     | 16 de junho de 2013   | 222    | N/A                    |
| Fluttershy tenta superar seu medo de humilhação em público para ajudar Rainbow Dash e os outros pégasos e criar um tornado poderoso o suficiente para sugar a água necessária para a estação das chuvas até a cidade produtora de nuvens. Paródia: Karatê Kid Ausentes: Applejack, Pinkie Pie, Rarity.                                                    |    |                                                                               |                                 |                                                                |                         |                       |        |                        |
| 49 | 23 | "Ponyville Confidencial" "Ponyville Confidential"                             | James Wootton                   | M. A. Larson                                                   | 31 de março de 2012     | 22 de junho de 2013   | 223    | N/A                    |
| As Caçadoras de Marcas Especiais passam a trabalhar na coluna de fofocas do jornal da escola. Mas rapidamente sua alegria se esvai quando percebem o quão mal suas histórias podem fazer aos outros pôneis. |    |                                                                               |                                 |                                                                |                         |                       |        |                        |
| 50 | 24 | "Mistério no Expresso da Amizade" "MMMystery on the Friendship Express"       | Jayson Thiessen                 | Amy Keating Rogers                                             | 7 de abril de 2012      | 23 de junho de 2013   | 224    | N/A                    |
| Pinkie Pie começa a investigação mais boba da história de Equestria quando um bolo que ela está protegendo é destruído a caminho de Canterlot. Paródia: Sherlock Holmes |    |                                                                               |                                 |                                                                |                         |                       |        |                        |
| 51 | 25 | "Casamento em Canterlot" (Parte 1) "A Canterlot Wedding (Part 1)"             | Jayson Thiessen & James Wootton | Meghan McCarthy                                                | 21 de abril de 2012     | 1 de dezembro de 2012 | 225    | 0.49                   |
| Twilight fica confusa com seus sentimentos conflitantes quando descobre que seu irmão Shining Armor vai se casar com Mi Amore, a sobrinha de Celestia. |    |                                                                               |                                 |                                                                |                         |                       |        |                        |
| 52 | 26 | "Casamento em Canterlot" (Parte 2) "A Canterlot Wedding (Part 2)"             | Jayson Thiessen & James Wootton | Meghan McCarthy                                                | 21 de abril de 2012     | 1 de dezembro de 2012 | 226    | 0.48                   |
| Twilight salva seu irmão e toda a comunidade ao libertar a verdadeira Mi Amore e derrotara Rainha Chrysalis, uma mutante que havia assumido a aparência de Mi Amore numa tentativa de conquistar Equestria. |    |                                                                               |                                 |                                                                |                         |                       |        |                        |